# Kafia Kingi
Kafia Kingi (en arabe : كافيا كنجي) est une région riche en minerais située au Soudan, proche de l'État du Darfour du Sud, à proximité immédiate de la frontière avec le Soudan du Sud ainsi que de la République centrafricaine. 
Selon les termes de l'accord de paix de 2005, la frontière du nouveau pays - indépendant depuis 2011 - devait passer sur la limite administrative nord-sud soudanaise telle qu'établie au 1er janvier 1956 lors de l'indépendance du condominium du Soudan anglo-égyptien (sachant que le territoire n'avait été transféré au Darfour qu'en 1960).
La quasi-totalité de ce territoire est inclus dans le Parc national de Radom, une réserve de biosphère de l'UNESCO dont la limite sud est la rivière Umblasha.